# Baden-Baden (cràter)
Baden-Baden és un cràter sobre la superfície de (951) Gaspra, situat amb el sistema de coordenades planetocèntriques a 46 ° de latitud nord i 55 ° de longitud est. Fa un diàmetre de 0.3 km. El nom va ser fet oficial per la UAI l'any 1994 i fa referència a Baden-Baden, una ciutat alemanya amb un balneari.